# Großsteingräber bei Vehrte

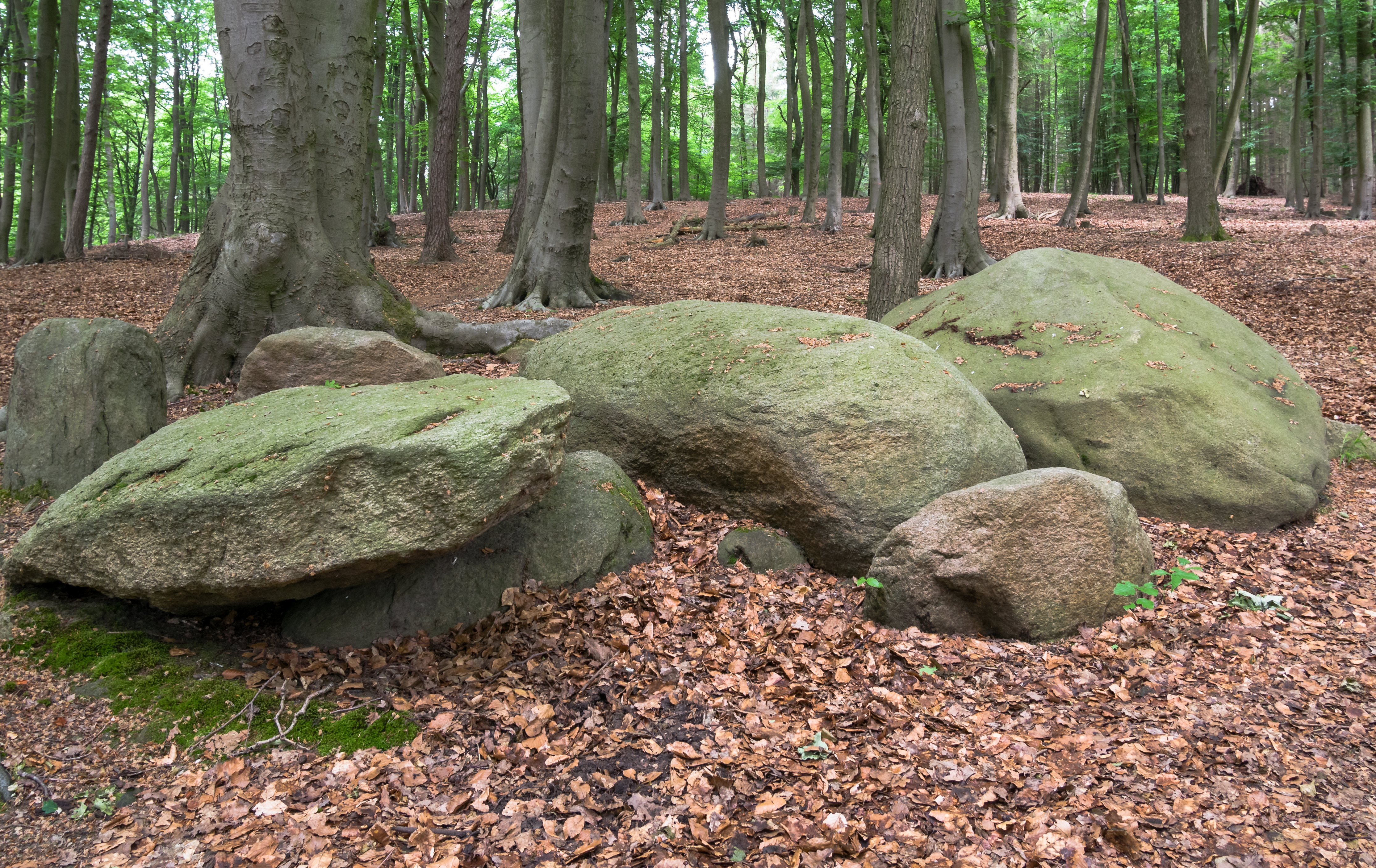
Teufels Backtrog

Die Großsteingräber bei Vehrte – im Volksmund „Teufels Backofen“ und „Teufels Back- oder Teigtrog“ genannt – sind stark beschädigte neolithische Großsteingräber. Sie sind entweder beide vom Ganggrabtyp, ggf. ist eines jedoch ein erweiterter Dolmen, mit den Sprockhoff-Nr. 915 - 916. Sie entstanden zwischen 3500 und 2800 v. Chr. als Megalithanlagen der Trichterbecherkultur (TBK). Neolithische Monumente sind Ausdruck der Kultur und Ideologie neolithischer Gesellschaften. Ihre Entstehung und Funktion gelten als Kennzeichen der sozialen Entwicklung.
Die Anlagen liegen nahe dem Wittekindsweg, im Norden von Vehrte, einem Ortsteil von Belm im Landkreis Osnabrück in Niedersachsen und sind im Natur- und Geopark TERRA.vita an einem Wanderweg, der auch zur Schwarzkreidegrube führt, ausgeschildert.

## Teufels Backofen (Vehrte Grab I)
Es handelt sich um die Reste eines sechs mal zwei Meter großen Ganggrabes (Sprockhoff-Nr. 916) mit deutlich erkennbarem Zugang an der Mitte der Südseite von dem neun Trag- und vier Decksteine erhalten sind.

## Teufels Backtrog (Vehrte Grab II)
Von der Kammer (Sprockhoff-Nr. 915), die in den Resten des Hügels steckt, sind sieben Trag- und drei Decksteine vorhanden. Im Jahre 1920 sollen noch Reste der Einfassung erkennbar gewesen sein. Ein seitlicher Zugang war nicht feststellbar, daher hielt Ernst Sprockhoff die Anlage für einen erweiterten Dolmen.